# Hoàng Xuân Tửu
Hoàng Xuân Tửu (5 tháng 5 năm 1928 – Tháng 9 năm 1980) là chính khách Việt Nam Cộng hòa, nguyên Phó Chủ tịch Thượng nghị viện Việt Nam Cộng hòa.

## Tiểu sử
Hoàng Xuân Tửu sinh ngày 5 tháng 5 năm 1928 tại tỉnh Quảng Trị, Trung Kỳ, Liên bang Đông Dương.
Năm 1944, ông gia nhập Đại Việt Quốc dân Đảng tham gia đấu tranh chống thực dân Pháp giành độc lập cho Việt Nam. Năm 1946, ông lãnh đạo phong trào chống đối cộng sản ở Quảng Trị. Năm 1955, ông xa lánh chính quyền Ngô Đình Diệm và tự lập căn cứ ở Ba Lòng, Quảng Trị để chống lại chế độ độc tài của ông Diệm. Ít lâu sau, ông bị tòa án thân chính phủ kết án 6 năm tù khổ sai vào năm 1956.
Tháng 8 năm 1969, ông đã tổ chức thành công một cuộc họp báo tại Tokyo trước khi kết thúc chuyến công du hữu nghị tới Pháp, Ý, Vương quốc Liên hiệp Anh, Bỉ, Mỹ, Trung Hoa Dân Quốc và Nhật Bản. Từ năm 1964 đến năm 1965, ông giữ chức Tỉnh trưởng Quảng Trị, sau ra làm dân biểu Quốc hội Lập hiến từ năm 1966 đến năm 1967, Thượng nghị sĩ từ năm 1967 đến năm 1973, Phó Chủ tịch Thượng viện nghị từ năm 1974 đến năm 1975, đây cũng là nhiệm kỳ cuối cùng trong sự nghiệp chính trị của đời ông.
Từ sau biến cố 30 tháng 4 năm 1975, ông bị nhà cầm quyền cộng sản đưa đi cải tạo tập trung và chết tại nhà tù Nam Hà tỉnh Hà Nam Ninh vào tháng 9 năm 1980.

## Đời tư
Ông lập gia đình và có tới mười hai người con.